# Mecé
Mecé (bret. Mezieg) – miejscowość i gmina we Francji, w regionie Bretania, w departamencie Ille-et-Vilaine.
Według danych na rok 1990 gminę zamieszkiwały 394 osoby, a gęstość zaludnienia wynosiła 25 osób/km² (wśród 1269 gmin Bretanii Mecé plasuje się na 890. miejscu pod względem liczby ludności, natomiast pod względem powierzchni na miejscu 633.).